# 克魯什尼基
50°48′18″N 29°4′29″E / 50.80500°N 29.07472°E
克魯什尼基（烏克蘭語：Крушники），是烏克蘭北部的村莊，隸屬日托米爾州的科羅斯滕區。該村始建於1928年，面積1.06平方公里，海拔高度159米，2001年人口112，人口密度每平方公里106.06人。